# Middlesex Championships
Die Middlesex Championships waren offene internationale Meisterschaften im Badminton in England. Sie waren eines der bedeutendsten internationalen Badmintonturniere in der Anfangszeit des Sports seit dem ersten Jahrzehnt des 20. Jahrhunderts. Erstmals wurden sie 1905 ausgetragen. Mit der Ausbreitung des Sports über alle Kontinente verloren die Titelkämpfe in den 1960er Jahren an internationaler Bedeutung.

## Sieger
| Saison | Herreneinzel       | Dameneinzel            | Herrendoppel                            | Damendoppel                            | Mixed                                  |
| ------ | ------------------ | ---------------------- | --------------------------------------- | -------------------------------------- | -------------------------------------- |
| 1905   | nicht ausgetragen  | nicht ausgetragen      | C. T. J. Barnes Stewart Marsden Massey  | Ethel Thomson Meriel Lucas             | George Alan Thomas Ethel Thomson       |
| 1906   | nicht ausgetragen  | nicht ausgetragen      | Henry Norman Marrett George Alan Thomas | Ethel Thomson Meriel Lucas             | Henry Norman Marrett Hazel Hogarth     |
| 1907   | Norman Wood        | M. E. Brown            | C. T. J. Barnes Stewart Marsden Massey  | M. E. Brown Meriel Lucas               | Henry Norman Marrett Hazel Hogarth     |
| 1908   | Frank Chesterton   | Meriel Lucas           | Henry Norman Marrett George Alan Thomas | Alice Gowenlock Dorothy Cundall        | George Alan Thomas Margaret Larminie   |
| 1909   | Frank Chesterton   | Meriel Lucas           | Henry Norman Marrett George Alan Thomas | Mary K. Bateman Dora Boothby           | Frank Chesterton G. L. Murray          |
| 1910   | Frank Chesterton   | Meriel Lucas           | Henry Norman Marrett George Alan Thomas | Mary K. Bateman Dora Boothby           | Percy Douglas Fitton Margaret Larminie |
| 1911   | George Alan Thomas | Lavinia Clara Radeglia | Frank Chesterton Albert Davis Prebble   | Alice Gowenlock Dorothy Cundall        | Percy Douglas Fitton Margaret Larminie |
| 1912   | George Alan Thomas |                        | Frank Chesterton George Alan Thomas     | Alice Gowenlock Dorothy Cundall        | Edward Hawthorn Alice Gowenlock        |
| 1913   | George Alan Thomas | Margaret Tragett       | Frank Chesterton George Alan Thomas     |                                        | George Alan Thomas Hazel Hogarth       |
| 1914   | U. N. Lapin        | Margaret Tragett       | Frank Chesterton George Alan Thomas     | Alice Gowenlock Lavinia Clara Radeglia | Frank Chesterton Margaret Tragett      |
| 1921   |                    | Marjorie Barrett       |                                         |                                        |                                        |
| 1933   |                    |                        | Ralph Nichols Leslie Nichols            | Diana Doveton L. W. Myers              | Donald C. Hume Marian Horsley          |
| 1934   | Ralph Nichols      | Marian Horsley         | Ralph Nichols Leslie Nichols            | Diana Doveton L. W. Myers              | Donald C. Hume Marian Horsley          |
| 1935   | Leslie Nichols     | Diana Doveton          | Ralph Nichols Leslie Nichols            | Diana Doveton L. W. Myers              | Ralph Nichols Diana Doveton            |
| 1949   | David Choong       | nicht ausgetragen      | Peter Birtwistle Kenneth Greasley       | Mavis Henderson Audrey Stone           | David Choong Evelyn Windsor-Aubrey     |
| 1950   | David Choong       | Nancy Horner           | David Choong Choong Ewe Jin             | Esmé Andrews Evelyn Windsor-Aubrey     | David Choong Evelyn Windsor-Aubrey     |
| 1956   | Ronald Lockwood    | Iris Cooley            | John R. Best John Timperley             | Iris Cooley Audrey Stone               | John R. Best Audrey Stone              |
| 1957   | Oon Chong Teik     | Iris Rogers            | Oon Chong Teik David Choong             | Amy Heah Tonny Petersen                | Oon Chong Teik Tonny Petersen          |
| 1958   | Peter Waddell      | P. Warner              | Peter Waddell John R. Best              | Sylvia Ripley Esmé Andrews             | John R. Best Audrey Stone              |
| 1959   | Lee Kin Tat        |                        |                                         |                                        |                                        |
| 1961   | Lee Kin Tat        |                        |                                         | Judy Hashman Mary O’Sullivan           |                                        |
| 1962   | Lee Kin Tat        |                        |                                         |                                        |                                        |
| 1963   | Lee Kin Tat        |                        | Lee Kin Tat Lee Tak Suan                |                                        |                                        |
| 1964   | Robert McCoig      |                        |                                         |                                        |                                        |
| 1965   | Lee Kin Tat        | Sonia Cox              |                                         |                                        |                                        |
| 1966   | Lee Kin Tat        | Sonia Cox              | Richard Purser Paul Whetnall            |                                        |                                        |
| 1967   | Lee Kin Tat        | Ursula Smith           |                                         |                                        |                                        |
| 1970   | Robert McCoig      | Margaret Beck          | Gaudoin Murmohamed                      | Margaret Beck Angela Palmer            | Elliot Stuart Margaret Beck            |